# Kanton Issy-les-Moulineaux-Ouest
Der Kanton Issy-les-Moulineaux-Ouest war von 1967 bis 2015 ein französischer Wahlkreis im Arrondissement Boulogne-Billancourt, im Département Hauts-de-Seine und in der Region Île-de-France; sein Hauptort war Issy-les-Moulineaux.

## Gemeinden
Der Kanton bestand aus Teilen der Städte Issy-les-Moulineaux und Meudon. Im Kanton lebten etwa 9500 Einwohner von Meudon und etwa 36.800 Einwohner von Issy-les-Moulineaux. 

## Bevölkerungsentwicklung
| 1990   | 1999   | 2006   |
| ------ | ------ | ------ |
| 29.640 | 34.120 | 43.028 |